# Sittelle à bec jaune
Sitta solangiae
Espèce
Synonymes
- Calositta solangiae Delacour & Jabouille, 1930 (protonyme)

Statut de conservation UICN

 NT  : Quasi menacé
La Sittelle à bec jaune (Sitta solangiae) est une espèce d'oiseaux de la famille des Sittidae.

## Répartition
Cette espèce vit au Viêt Nam, au Laos et dans le Sud-Est de la Chine.

## Taxinomie
Son nom commémore la princesse Solange de La Rochefoucauld-Estissac, épouse de Paul Murat.
Selon le Congrès ornithologique international et Alan P. Peterson il existe trois sous-espèces :
- S. s. solangiae (Delacour & Jabouille, 1930) - Nord du Viêt Nam ;
- S. s. fortior Delacour & Greenway, 1939 - Sud-Est du Laos, centre et Sud du Viêt Nam ;
- S. s. chienfengensis Cheng, Ting & Wang, 1964 - Hainan (au large du Sud-est de la Chine).